# Данани, Сантьяго
Сантьяго Данани (исп. Santiago Danani La Fuente; род. 12 декабря 1995 года, Буэнос-Айрес) — аргентинский волейболист, либеро клуба «Факел» и сборной Аргентины.

## Карьера
Профессиональную спортивную карьеру начал в 2014 году в аргентинский клубах.
В 2018 году переехал в Европу и выступал в Италии, Германии и Польше..
С 2016 года выступает за сборную Аргентины. На Токийской Олимпиаде 2020 завоевал с командой бронзовые медали.
В настоящее время выступает за российский клуб «Факел».